# Осейдж (Вайоминг)
Осейдж (англ. Osage) — статистически обособленная местность, расположенная в округе Уэстон (штат Вайоминг, США) с населением в 215 человек по статистическим данным переписи 2000 года.

## География
По данным Бюро переписи населения США, статистически обособленная местность Осейдж имеет общую площадь в 4,92 квадратных километров, водных ресурсов в черте населённого пункта не имеется.
Местность Осейдж расположена на высоте 1317 метров над уровнем моря.

## Демография
По данным переписи населения 2000 года, в Осейдже проживало 215 человек, 61 семья, насчитывалось 101 домашнее хозяйство и 124 жилых дома. Средняя плотность населения составляла около 42,9 человек на один квадратный километр. Расовый состав Осейджа по данным переписи распределился следующим образом: 96,74 % белых, 2,79 % — коренных американцев, 0,47 % — представителей смешанных рас.
Испаноговорящие составили 0,93 % от всех жителей статистически обособленной местности.
Из 101 домашних хозяйств в 20,8 % — воспитывали детей в возрасте до 18 лет, 48,5 % представляли собой совместно проживающие супружеские пары, в 6,9 % семей женщины проживали без мужей, 39,6 % не имели семей. 34,7 % от общего числа семей на момент переписи жили самостоятельно, при этом 14,9 % составили одинокие пожилые люди в возрасте 65 лет и старше. Средний размер домашнего хозяйства составил 2,08 человек, а средний размер семьи — 2,62 человек.
Население статистически обособленной местности по возрастному диапазону по данным переписи 2000 года распределилось следующим образом: 19,5 % — жители младше 18 лет, 7,9 % — между 18 и 24 годами, 24,7 % — от 25 до 44 лет, 28,8 % — от 45 до 64 лет и 19,1 % — в возрасте 65 лет и старше. Средний возраст жителей составил 44 года. На каждые 100 женщин в Осейдже приходилось 104,8 мужчин, при этом на каждые сто женщин 18 лет и старше приходилось 119,0 мужчин также старше 18 лет.
Средний доход на одно домашнее хозяйство в статистически обособленной местности составил 25 096 долларов США, а средний доход на одну семью — 28 000 долларов. При этом мужчины имели средний доход в 51 250 долларов США в год против 20 917 долларов среднегодового дохода у женщин. Доход на душу населения в статистически обособленной местности составил 24 974 доллара в год. 9,5 % от всего числа семей в округе и 12,1 % от всей численности населения находилось на момент переписи населения за чертой бедности, при этом 14,7 % из них были моложе 18 лет и 11,1 % — в возрасте 65 лет и старше.